# Federální dependence

vlajka federálních dependencí

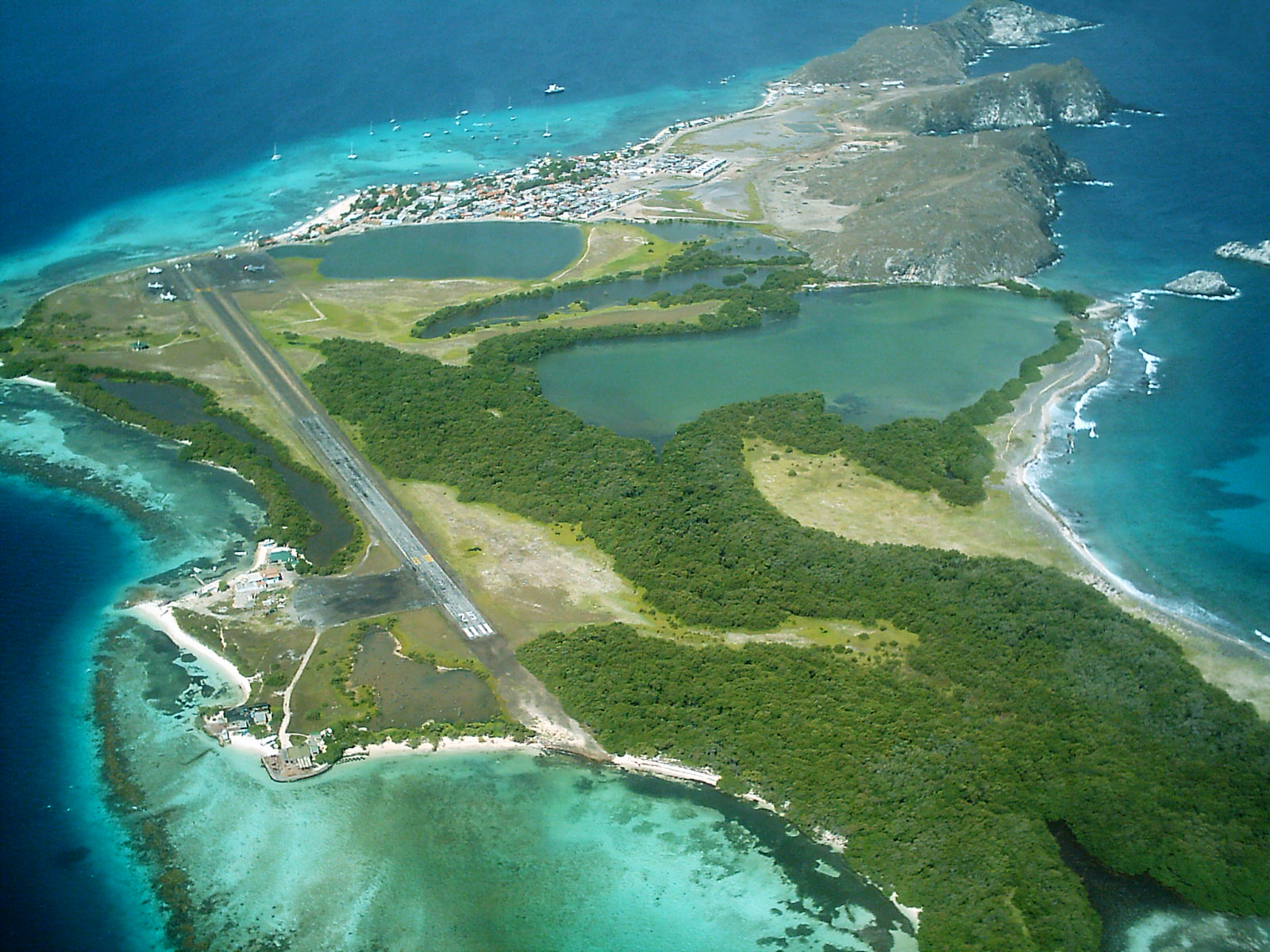
Los Roques

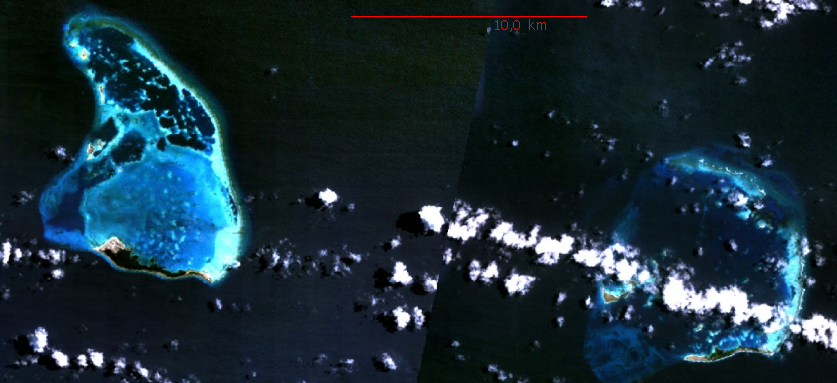
Las Aves

Federální dependence (španělsky Dependencias Federales de Venezuela) je souhrnný název pro všechny ostrovy a souostroví v jižním Karibiku, které spadají pod venezuelskou suverenitu s výjimkou ostrovů venezuelského státu Nueva Esparta a drobných ostrovů při jihoamerickém pobřeží. Celková rozloha všech ostrovů je 342 km², dle sčítání obyvatelstva čítala v roce 2011 zdejší populace 2 155 osob. Jsou rozděleny do 12 celků (ostrov či souostroví). Představují jednu z vyšších administrativně-správních jednotek Venezuely a jejich nejvyšším představitelem je starosta Caracasu.

## Přehled území
| #                                                   | Ostrov či souostroví | Rozloha (km²) | Zeměpisné souřadnice             |
| --------------------------------------------------- | -------------------- | ------------- | -------------------------------- |
| 1                                                   | Los Monjes           | 0,20          | 12°21′30″ s. š., 70°54′07″ z. d. |
| 2                                                   | Tortuga              | 156,60        | 10°56′01″ s. š., 65°19′09″ z. d. |
| 3                                                   | La Sola              | 0,01          | 11°18′44″ s. š., 63°34′16″ z. d. |
| 4                                                   | Los Testigos         | 6,53          | 11°22′41″ s. š., 63°07′20″ z. d. |
| 5                                                   | Los Frailes          | 1,92          | 11°12′20″ s. š., 63°45′06″ z. d. |
| 6                                                   | Isla de Patos        | 0,60          | 10°38′19″ s. š., 61°51′57″ z. d. |
| 7                                                   | Los Roques           | 40,61         | 11°47′49″ s. š., 66°36′54″ z. d. |
| 8                                                   | La Blanquilla        | 64,53         | 11°50′37″ s. š., 64°36′19″ z. d. |
| 9                                                   | Los Hermanos         | 2,14          | 11°47′14″ s. š., 64°25′19″ z. d. |
| 10                                                  | La Orchila           | 40,00         | 11°47′59″ s. š., 66°08′14″ z. d. |
| 11                                                  | Las Aves             | 3,35          | 11°58′28″ s. š., 67°38′35″ z. d. |
| 12                                                  | Isla de Aves         | 0,05          | 15°45′18″ s. š., 63°38′08″ z. d. |
| mapa s vyznačením jednotlivých ostrovů a souostroví |                      |               |                                  |